# 嘉莉迪·恩格列斯
嘉莉迪·恩格列斯（英語：CariDee English，1985年5月22日—）是一名美國模特兒，來自北達科塔州，是《全美超級模特兒新秀大賽》第七季的冠軍。
在擊敗對手梅露絲·畢卡爾絲芙後，她得到了CoverGirl化妝品的十萬元合約和Elite的模特兒合約，並可登上《17》雜誌封面及6頁的跨頁介紹。她是繼第五季的冠軍妮歌·寧列特後，第二位來自北達科塔州的冠軍。

## 比賽之前
嘉莉迪在參加《全美超級模特兒新秀大賽》前是一位攝影師，也曾擔任過演員。她曾患了牛皮癬長達15年，使她覺得當模特兒是遙不可及的夢想，雖然病狀改善，然而醫生仍建議嘉莉迪比賽時每周施打藥劑以控制病情。藥劑雖然有用，但無法完全根治牛皮癬。
自2001年起，嘉莉迪曾是北達科塔州法戈名為 Academie Agencie 的經紀公司的模特兒，在2002年參加了「米里·路易斯（Millie Lewis）演員模特兒和才藝競賽」，2003年夏天被介紹至位在邁阿密的 Mega Models 公司，之後便返回法戈。

## 超級模特兒新秀大賽
在第七季的第10集中，嘉莉迪贏得了演技挑戰賽，贏得CW電視台的著名影集《One Tree Hill》的演出機會。在同一集中，嘉莉迪在默劇小挑戰的戲劇練習中，說出了想她曾「自殺」的念頭，令其他的參賽者大吃一驚，回到宿舍後，她馬上致電給在家鄉的男友，告訴他小挑戰中發生的事。
之後在第11集中，於巴塞隆納拍攝鬥牛照時，嘉莉迪對評判尼祖·百克說出了一些無禮的話，惱怒了評判。她怕被淘汰，在見評判時，拿出了一張紙條並向尼祖·百克道歉。在拍攝「水中精靈」照時，嘉莉迪因泡在冷水池內受了失溫之苦，她曾表示這是她藥物副作用的結果，使她免疫系統降低。
整個比賽中，評審們認為嘉莉迪的個性相當有爭議性，覺得她比其他參賽者顯得較為外向，能與知名模特兒莉碧嘉·露美和嘉露蓮娜·庫高娃匹敵。在比賽一開始時，她的個性顯得風趣且外向，然而後來評審們開始擔心他會過於誇張。因為這樣的原因，評審們並不確定嘉莉迪是否就是他們想要的名模人選，覺得她無法預測。
比賽的最後，她在CoverGirl照率先出線，但在時裝展中比梅露絲遜色，但亦憑她多元化之照片和待人接物的態度，擊敗了對手梅露絲，成了比賽冠軍。
嘉莉迪在比賽中4次首名入圍，也勝出1次小挑戰。
|      | 拍攝題材                               | 入圍名次 | 附註            |
| 預賽 | Rooftop Nude Shot (Casting)            | 11/13    |                 |
| 1    | Model Stereotypes                      | 2/13     |                 |
| 2    | Hair Wars                              | 6/12     |                 |
| 3    | Unstable Runway on Water               | 9/11     |                 |
| 4    | Freakshow Circus                       | 1/10     | 首名入圍        |
| 5    | Celebrity Couples                      | 4/9      |                 |
| 6    | Romance Novels With Fabio              | 2/8      |                 |
| 7    | CoverGirl Whipped Foundation Skydiving | 1/7      | 首名入圍        |
| 8    | Secret Deodorant Commercial in Catalan | 5/6      | 勝出小挑戰      |
| 9    | Spainiard Bullfighting                 | 3/5      |                 |
| 10   | Floating Water Nymphs                  | 3/4      |                 |
| 11-1 | Cover Girl唇彩照                       | 1/3      | 首名入圍 (冠軍) |
| 11-2 | Final Runway Show                      | 1/2      | 首名入圍 (冠軍) |

## 比賽之後
嘉莉迪成為冠軍之後，取得在《17》中成為封面人物的機會，之後也和其餘兩位超模冠軍儷瑪·摩娜和丹妮·艾凡斯在Cover Magazine一同成為封面人物。2007年，她與丹妮·艾凡斯一起為CoverGirl眼妝產品拍攝廣告。
嘉莉迪最近成了國家牛皮癬基金會的代言人，提醒大家注意牛皮癬，並鼓勵患者進行治療。她曾表示自己受到牛皮癬的詛咒，經歷了被人嘲笑的窘境，但今天，這個詛咒成為了她前進的動力。她說：「了解牛皮癬對我來說非常重要，我想讓其他患者知道他們不是孤單的，我要啟發他們實現他們的願望。」
嘉莉迪被媒體批評常常出席派對場合，是「派對動物」。此事令她本人十分傷心，因此她本人在Fans of Reality TV指出她在公開場合之餘也在當了很多模特兒的工作。
嘉莉迪於2008年5月在住所內為情企圖自殺。有指是前男友跟她分手所致。
現在正約會超級名模泰森·贝克福德。

## 外部連結
- 嘉莉迪在 ANTM 比賽中的照片（页面存档备份，存于）
- 嘉莉迪在網際網路電影資料庫中的資料（页面存档备份，存于）
- Entertainment Weekly's interview with CariDee English（页面存档备份，存于） - 與嘉莉迪的訪談

| 前任： 丹妮·艾凡斯 | 全美超模新秀冠軍 第七季 | 繼任： 彩蓮·岡沙里斯 |